# Conus axelrodi
Espèce
Statut de conservation UICN

 LC  : Préoccupation mineure
Conus axelrodi est une espèce de mollusques gastéropodes marins de la famille des Conidae.
Comme toutes les espèces du genre Conus, ces escargots sont prédateurs et venimeux. Ils sont capables de « piquer » les humains et doivent donc être manipulés avec précaution, voire pas du tout.

## Description
La taille de la coquille varie entre 10 mm et 20 mm.

## Distribution
Cette espèce marine est présente au sud des Philippines, en Papouasie-Nouvelle-Guinée et à Taiwan.

### Niveau de risque d’extinction de l’espèce
Selon l'analyse de l'UICN réalisée en 2011 pour la définition du niveau de risque d'extinction, bien que cette espèce ne se trouve que sur l'île de Palawan et dans le nord de Sabah, l'absence de menaces pour l'espèce a conduit à une évaluation de préoccupation mineure.

## Taxonomie

### Publication originale
L'espèce Conus axelrodi a été décrite pour la première fois en 1978 par le malacologiste américain Jerry Glenn Walls dans la publication intitulée « The Pariah »,.

### Synonymes
- Conus (Strategoconus) axelrodi Walls, 1978 · appellation alternative
- Rolaniconus axelrodi (Walls, 1978) · non accepté

## Identifiants taxonomiques
Chaque taxon catalogué par les bases de données biologiques et taxonomiques possède un identifiant qui permet d'établir un point de référence. Les identifiants de Conus axelrodi dans les principales bases sont les suivants :
CoL : XWYG - GBIF : 6511282 - iNaturalist : 431853 - IRMNG : 11819417 - TAXREF : 94315 - UICN : 192482 - 